# Lawrence Edward Misa
Lawrence Edward Misa, britanski general, * 1896, † 1968.